# Ampelodesmos
Ampelodesmos es un género de plantas de la familia Poaceae. Es originario de la región del Mediterráneo y de Eurasia. Es el único género de la tribu Ampelodesmeae.

## Descripción
Son robustas plantas perennes; rizomatosas. Tallos de 60 cm a 3,5 m de altura; herbácea; internudos sólidos. Hojas no auriculadas. Láminas de las hojas duras; angostas; chatas, o enrolladas; no pseudopecioladas; sin venación cruzada. Lígula membranosa; no truncada; de 6–12 mm de largo.
Son plantas diclino monoicas (bisexuales), con espigas bisexuales; y flores hermafroditas. Inflorescencia paniculada; abierta; espatulada. Ejes de la espiga persistentes; pedicelada.

## Taxonomía
El género fue descrito por Heinrich Friedrich Link y publicado en Hortus Regius Botanicus Berolinensis 1: 136. 1827. La especie tipo es: Ampelodesmos mauritanica (Poir.) T.Durand et Schinz
Etimología
Ampelodesmos: nombre genérico que deriva de la palabra griega: Ampelodesmos, un nombre antiguo para la especie Lygeum spartum que se utilizó en Sicilia para atar las vides.
Citología
El número cromosómico básico del género es x = 12, con números cromosómicos somáticos de 2n = 48 y 96, ya que hay especies diploides y una serie poliploide.

## Especies aceptadas
A continuación se brinda un listado de las especies del género Ampelodesmos aceptadas hasta mayo de 2014, ordenadas alfabéticamente. Para cada una se indica el nombre binomial seguido del autor, abreviado según las convenciones y usos.
- Ampelodesmos ampelodesmon (Cyr.) M.Kerguelen
- Ampelodesmos mauritanica (Poir.) T.Durand et Schinz